# M̌
La M con carón (Mayúscula: M̌ minúscula: m̌), es una letra del alfabeto latino adicional que era utilizada en la escritura del idioma tarok. Esta es la letra M con en diacrítico carón.

## Codificación
La M con carón se puede representar en Unicode usando los siguientes caracteres:
| formas    | representación | Puntos de código | descripción                        |
| --------- | -------------- | ---------------- | ---------------------------------- |
| Mayúscula | M̌              | U+004D U+030C    | Letra mayúscula latina M con carón |
| minúscula | m̌              | U+006D U+030C    | Letra minúscula latina M con carón |